# Schāhān
Schāhān (geb. wohl im frühen 13. Jahrhundert, gest. 1254/5) war eine byzantinische Sklavin und Konkubine des Abbasiden-Kalifen al-Mustansir I. (1192–1242, reg. 1226–1242).

## Leben
Schāhān war eine byzantinische Sklavin und gehörte Khata Khatun, der Tochter des Militärkommandanten Sunqur al-Nasiri und Ehefrau des Kommandanten Dschamal al-Din Baklak al-Nasiri. Schāhān wurde von Khata Khatun selbst ausgebildet und trainiert und dem Kalifen al-Mustansir I. zu dessen Inthronisation im Jahr 1226 geschenkt; sie wurde dessen Konkubine und Favoritin.
Sie besaß einen eigenen Hofstaat und ein buntes Gefolge, darunter einen Fiskalagenten, Funktionäre und Diener; ebenso genoss sie hohe Autorität und Ansehen. Nach dem Tod ihres Herrn und der Nachfolge durch dessen Sohn al-Musta'sim (1212–1258, reg. 1242–1258) kehrte sie in den Palast von Khata Khatun zurück, der als Banafschā-Palast bekannt war, benannt nach der Konkubine Banafschā (gest. 1201) des Kalifen Al-Mustadī' (reg. 1170–1180). Schāhān starb 1254/5, wenige Jahre vor der mongolischen Eroberung und Zerstörung von Bagdad im Jahr 1258.

## Rezeption
Der Bagdader Historiker und Schriftsteller Ibn al-Sa‘i (1197–1276) führt ihre Biographie in seinem Werk Die Frauen der Kalifen auf.